# Samochód sportowy
Samochód sportowy – klasa samochodów, której głównym celem jest możliwie najlepsze prowadzenie. Przeważnie są to małe samochody, z niskim środkiem ciężkości, utwardzonym zawieszeniem, precyzyjnym układem kierowniczym i dobrym stosunkiem mocy do masy. Przeważnie są to samochody dwuosobowe lub 2+2. W klasycznym rozumieniu są to głównie auta typu kabriolet i coupe.
Samochody sportowe są mniejsze, mniej luksusowe i lżejsze od Grand Touring. W przeciwieństwie do samochodów wyścigowych są wersjami produkowanymi seryjnie i bardziej przystosowane do drogowego użytkowania. Są często mylone z samochodami usportowionymi. W przeciwieństwie do nich, są zdecydowanie mniej praktyczne i nie bazują na samochodach innych segmentów, m.in. hatchback (hot hatch).
Samochody sportowe są zróżnicowane pod względem wyposażenia i osiągów. Są one produkowane zarówno przez wyspecjalizowane firmy (Jaguar, Lotus, Aston Martin, BMW, Ferrari, Lamborghini, Porsche i inne), jak i stanowią uzupełnienie ofert producentów masowych. Niektóre marki, które rozpoczynały jako producenci aut sportowych, a następnie zaczęły produkować auta innych segmentów, utrzymują produkcję aut sportowych dla prestiżu i tradycji marki (Porsche, Alfa Romeo i inne).

## Cechy
Samochód sportowy powinien posiadać:
- korzystny stosunek mocy silnika do masy własnej,
- zawieszenie umożliwiające jak najszybsze pokonywanie zakrętów,
- opony zapewniające jak najlepszą przyczepność do podłoża,
- układ hamulcowy zapewniający skuteczne wyhamowanie samochodu z prędkości maksymalnej,
- nadwozie o stosunkowo niskim współczynniku oporu powietrza.

Niektóre samochody sportowe mogą być wyposażone w spoiler. Jest to element zwiększający jednostkową siłę nacisku opony na nawierzchnię, wraz ze wzrostem prędkości. Pozwala to na pokonywanie zakrętów z większą prędkością. W wielu nowoczesnych autach sportowych montuje się spoilery ruchome, bądź wysuwane. Przykładowo w modelu Mercedes-Benz SLR McLaren ruchomy spoiler posiada też funkcję wspomagającą hamowanie przy dużych prędkościach.

## Podział
Samochody sportowe dzieli się według takich parametrów jak:
- rodzaj nadwozia
- wielkość
  - masa własna
- rodzaj silnika (doładowany lub wolnossący)
  - moc
  - moment obrotowy
  - liczba cylindrów
  - rodzaj zapłonu.